# 1575
سنة 1575 كانت سنة بسيطة تبدأ يوم السبت (الرابط يظهر نموذج التقويم الكامل للسنة) من التقويم اليولياني.

## أحداث
- تأسيس مدينة لواندا وتقع حاليا في أنغولا.
- تأسيس مدينة مدينة أغواسكاليينتس وتقع حاليا في المكسيك.

## مواليد
- مراد رايس (الأصغر)
- مراد رايس (الأكبر)

## وفيات
- أبو العباس أحمد
- باسيل فابر معلم ألماني
- خوان دي لا سيردا دوق ميديناسيلي
- عبد السلام الأسمر
- فرنسيسكو بريسينو
- فرانشيسكو موروليكو
- ماثيو باركر